# Colòras
Colòures (en francès Coulaures) és un municipi francès situat al departament de la Dordonya i a la regió de la Nova Aquitània.

## Demografia
| 1962                                       | 1968 | 1975 | 1982 | 1990 | 1999 | 2007 |
| ------------------------------------------ | ---- | ---- | ---- | ---- | ---- | ---- |
| 822                                        | 754  | 726  | 696  | 743  | 682  | 735  |
| Des de 1962: població sense dobles comptes |      |      |      |      |      |      |

## Administració
| Període   | Identitat        | Partit |
| --------- | ---------------- | ------ |
| 1977-1980 | Albert Chaminade |        |
| 1980-1989 | Paul Magnat      |        |
| 1989-2008 | Alain Guichard   | PCF    |
| 2008-     | Corinne Ducrocq  |        |